# Callicebus nigrifrons
Callicebus nigrifrons é uma espécie de Macaco do Novo Mundo, da família Pitheciidae e subfamília Callicebinae. É endêmico do Brasil, ocorrendo na região sudeste, nos estados do Rio de Janeiro, ao norte do rio Tietê e leste do rio Paraná em São Paulo, e com distribuição no oeste de Minas Gerais limitada pelo rio Paranaíba. É encontrado na Serra da Mantiqueira e Serra do Espinhaço. Possui face e testa de cor preta, assim como orelhas, resto do corpo é cinzento ou amarronzado, e a cauda é alaranjada.